# GSh-18
GSh-18 là loại súng ngắn bán tự động sử dụng loại đạn 9x19mm Parabellum được thiết kế trong giữa cuối những năm 1990 bởi Cục thiết kế công cụ KBP tại Tula. Tên của loại súng này được lấy theo hai người đã thiết kế nó là Gryazev và Shipunov và số 18 là lượng đạn mà nó sử dụng. Nó cũng có thể bắn loại đạn 9mm mới của Nga là loại 7N31 +P+ xuyên giáp.

## Lịch sử
GSh-18 được thiết kế để dùng cho mục đích quân sự với khả năng xuyên các loại áo giáp chống đạn. Để làm được việc này các nhà thiết kế tại KBP đã thiết kế một loại đạn đặc biệt có tên 9mm PBP. 9mm PBP có thể xuyên 8 mm thép bình thường trong khoảng cách 20 m hay nói cách khác là các loại áo giáp chống đạn cấp ba trong cùng khoảng cách. Mẫu thử nghiệm đầu tiên được gọi là P-96 không được thành công vì thế một loại súng mới được tiếp tục phát triển từ năm 1998. Việc thử nghiệm tiếp tục được quân đội thực hiện năm 2000 và loại súng này đã vượt qua được các cuộc thử nghiệm này. Tuy nhiên lại có nhiều đánh giá trái chiều nhau về loại súng này và bị qua mặt bởi khẩu súng ngắn Yarygin trong việc đưa vào sử dụng trong quân đội và sự xuất hiện của súng SR-1 sử dụng đạn 9×21mm mạnh hơn vốn nhận được sự quan tâm của nhiều lực lượng đặc nhiệm vì thế nên số lượng của GSh-18 khá ít. Tuy nhiên hiện tại loại súng này vẫn được mua với số lượng nhỏ bởi một số lực lượng thi hành công vụ và bộ nội vụ cũng như được đặt hàng để xuất khẩu.

## Thiết kế
GSh-18 sử dụng cơ chế nạp đạn bằng độ giật với hệ thống lùi nòng ngắn và cơ chế khóa sau nòng. Khi bắn nòng sẽ giật lùi về phía sau đẩy khối trượt một đoạn sau đó sẽ xoay để mở khóa và ngừng lại còn khối trượt tiếp tục lùi về sau để thực hiện chu kỳ nạp đạn khi khối trượt trở về vị trí cũ nó sẽ bị nòng khóa lại chuẩn bị bắn viên đạn tiếp theo. Loại súng này có hệ thống nòng xoay khá lạ với 10 móc khóa và sẽ xoay khoảng 18 độ sau mỗi lần bắn. Phần khung được làm bằng nhựa tổng hợp rất chắc với thép được chèn vào. Khối trượt được làm bằng thép dập và khóa nòng có thể tháo ra.
Nút khóa an toàn nằm ngay trên cò súng sẽ khóa cố định cò súng cũng như cố định kim điểm hỏa, nút khóa này có thể được tự động kích hoạt trong một số trường hợp còn thông thường chỉ khi xạ thủ bóp cò thì hệ thống khóa mới mở. Khe nhả đạn nằm phía trên thân súng với vỏ đạn bị đẩy lên phía trên và bay ra phía sau. Hộp đạn rời của GSh-18 có thể chứa hai hàng đạn chứ không phải một giúp tăng số lượng đạn của súng.
Hệ thống nhắm cơ bản của loại súng này là điểm ruồi cố định nhưng các mẫu sau này được thay thế bằng hệ thống nhắm điểm ruồi chấm trắng có thể tháo lắp để có thể nhắm nhanh hơn. Một số phàn nàn khi xem xét thiết kế của súng là bụi có thể xâm nhập vào thông qua phần chuyển động của nòng súng và khối trượt vốn trông khá hở có thể ảnh hưởng đến độ tin cậy của súng nhưng nhà thiết kế nói rằng bụi không thể đi sâu vào các chi tiết trong súng. Dù vậy súng đã vượt qua được các cuộc thử nghiệm của quân đội.